# この秋‥ひとりじゃない
「この秋‥ひとりじゃない」（このあき ひとりじゃない）は光GENJIの23枚目のシングル。1993年10月27日にポニーキャニオンから発売された。

## タイアップ
NHK総合アニメ『忍たま乱太郎』の挿入歌・イメージソング。

## 記録
売上枚数は、公称で9,4万枚、オリコンで週間5位を記録した。

## 収録曲
- 全作詞：松井五郎

1. この秋‥ひとりじゃない [4:19]
  - 作曲：馬飼野康二　編曲：椎名和夫
  - NHK総合アニメ『忍たま乱太郎』挿入歌
2. きっと愛しあえる [4:22]
  - 作曲：和泉一弥　編曲：米光亮
  - NHK総合アニメ『忍たま乱太郎』イメージソング
3. この秋・・ひとりじゃない（MINUS LEAD VOCAL KARAOKE）[4:19]
4. きっと愛しあえる（MINUS LEAD VOCAL KARAOKE）[4:20]